# Гуцериев, Саид Михайлович
Саи́д Миха́йлович Гуцери́ев (род. 18 апреля 1988, Москва) — российский и британский предприниматель, миллиардер.
Основной владелец инвестиционного холдинга «ЭсЭфАй» (SFI), учредитель и управляющий партнер венчурного фонда Larnabel Ventures. С 2018 года входит в список богатейших бизнесменов мира по версии журнала «Forbes». На 2021 год его состояние оценивается в $1,7 млрд.
Гуцериев имеет британское гражданство, проживает в Лондоне.

## Биография
Саид Гуцериев родился 18 апреля 1988 года в Москве в семье Михаила Гуцериева.
С 8 лет проходил обучение в Великобритании. В 13 лет окончил  начальную школу Паплвик, расположенную вблизи Аскота. Позже учился в одной из старейших школ Великобритании – средней частной школе Хэрроу. После окончания школы продолжил образование в Оксфордском университете, получил звание магистра после окончания геологического факультета. Затем поступил в Плимутский университет, по окончании которого Саиду Гуцериеву было присвоено звание магистра по специальности «Управление нефтегазового дела».

## Бизнес
После окончания Плимутского университета Саид Гуцериев с 2012 по 2014 годы работал в швейцарской трейдинговой компании Glencore в Лондоне — сначала аналитиком в департаменте структурированного финансирования нефтяных проектов, затем в финансовом подразделении этой компании.
С 2014 года руководил и входил в состав советов директоров крупных промышленных предприятий в области нефтедобычи, нефтепереработки, добычи угля. В настоящий момент является членом совета директоров и основным акционером инвестиционного холдинга «ЭсЭфАй», в состав которого входят лизинговая компания «Европлан», 49% акций страхового дома ВСК и 10,4% акций «М.Видео». Ранее «ЭсЭфАй» контролировал кредитного брокера «Директ Кредит», сервис облачного гейминга GFN.RU и миноритарные доли в ряде других активов.
В 2019 году Саид Гуцериев впервые включён в Список богатейших бизнесменов мира по версии журнала «Forbes», где с состоянием в $1,3 млрд оказался на 1717 месте. В 2021 году журнал оценил его состояние уже в $1,7 млрд.
Саид Гуцериев — основатель и партнер фонда Larnabel Ventures, который инвестирует в новые технологии в сфере финансов, образования, маркетинга и искусственного интеллекта. Кроме участия в венчурном капитале, Larnabel выступает также в роли фаундеров технологических проектов, в которых фонд владеет мажоритарной долей и отвечает в том числе за операционное управление бизнесом. Среди недавних примеров — GFN.RU, оператор сервиса GeForce Now Cloud Gaming, работающего на технологиях NVIDIA в России и странах СНГ.
Larnabel Ventures также активно инвестирует в криптотрейдинговые проекты, в том числе TON (криптопроект основателей Telegram), Capital.com/Currency.com (криптобиржи) и Zubr.io (биржа криптодеривативов). В августе 2021 года появилась информация о выходе фонда Larnabel Ventures из проектов Currency.com, Capital.com и Zubr.io. По оценкам аналитиков, на выходе из этих активов Саид Гуцериев мог заработать от 150 до 300 млн долларов. 18 августа 2021 года было объявлено о продаже участия Саида Гуцериев в трёх указанных криптобиржах белорусскому бизнесмену Виктору Прокопене и междунарождной криптобирже FTX за 150 млн долларов по оценке Ведомостей.
Летом 2021 года СМИ сообщили, что Гуцериев планирует открыть новый инвестиционный фонд, который будет вкладывать средства в технологичные стартапы из различных отраслей.
В 2022 году совместное расследование Беларусского расследовательского центра, Белсата, OCCRP, Transparency International и The Guardian нашло несколько объектов недвижимости в Лондоне, которые находятся в собственности Саида Гуцериева. Ранее принадлежащая Саиду недвижимость упоминалась в «архиве Пандоры». Представители семьи заявили журналистам, что у Саида нет деловых связей с его отцом и что Михаил не имеет отношения к этим активам; при этом значительная часть этих объектов была куплена, когда Саид ещё учился и не занимался бизнесом.
В 2024 году передал свой пакет акций «М.Видео» двоюродному брату Билану Ужахову.

## Санкции
29 июня 2022 года на фоне вторжения РФ на Украину внесён в санкционный список Великобритании. Согласно сообщению министерства финансов Великобритании, Саид Гуцериев «является вовлечённым и был вовлечён в получение выгоды от правительства России или в оказание ему поддержки, работая в качестве директора (исполнительного или неисполнительного) или эквивалентной должности, а также владея или контролируя прямо или косвенно холдинг SFI (ПАО «ЭсЭфАй») — компанию, осуществляющую деятельность в российском секторе финансовых услуг, который имеет стратегическое значение для правительства России».

## Семья
Отец российский олигарх и миллиардер Михаил Сафарбекович Гуцериев.
В марте 2016 года Саид Гуцериев женился на студентке Московского государственного медико-стоматологического университета Хадиже Ужаховой. Торжество в Москве собрало более 600 гостей, которых развлекали Дженнифер Лопес, Стинг, Энрике Иглесиас, Алла Пугачёва и Патрисия Каас. Свадебный наряд невесты весил около 25 кг и стоил десятки миллионов рублей.
Второе торжество для друзей и родственников прошло в  Лондоне в банкетном зале отеля The Dorchester. Перед 250 гостями выступили звёзды мировой поп-музыки: Лайонел Ричи, Кайли Миноуг, Робби Уильямс, Pink, а также легендарный грузинский национальный балет «Сухишвили», ирландский танцевальный ансамбль «Spirit of the Dance».
Свадьба широко обсуждалась в социальных сетях. Мнения комментаторов о свадьбе, стоимость которой оценивается в 1 миллиард долларов, разделились: одни отозвались о ней, как о «сказке», «торжестве мирового уровня», писали о «миллионе живых цветов, украсивших мероприятие», другие же назвали её «демонстрацией бесстыдной и бессмысленной роскоши умирающим и голодающим русским деревням и посёлкам», «парадом кошельков», «показухой, ненужной мишурой, присущей слишком богатым людям».
В 2018 году у супругов родился сын, которого назвали в честь деда Сафарбеком. В феврале 2021 года родилась дочь, названная древним ингушским именем Дейси (в переводе с ингушского — «честь отцов»), в июне 2022 года — вторая дочь Сальма, а в январе 2024 — третья дочь Даяна.